# Olsztyn (Silezië)
Olsztyn is een dorp in het Poolse woiwodschap Silezië, in het district Częstochowski. De plaats maakt deel uit van de gemeente Olsztyn en telt 2000 inwoners.